# Salish duhovi
Salish duhovi su izmišljeni likovi u znanstveno fantastičnoj američkoj TV seriji Zvjezdana vrata SG-1. Oni su izvanzemaljska rasa koja je pomogla Salish indijancima na planetu označenom kao PX4-887 da se oslobode Goa'ulda. Salish indijancima se oni pokazuju uzimajući obličje, ponašanje i zaštitnu ulogu božanskih životinja. Na taj način se uklapaju u religijski opis Salish bogova kako da bi mogli živjeti s njima u harmoniji bez da utječu na njihovu prirodnu evoluciju. Pored toga što mogu poprimati različita obličja posjeduju sposobnost da ljude učine nevidljivima i to tako što ih dodirnu. 

## Prvo pojavljivanje u seriji
Pojavljuju se u epizodi Duhovi u drugoj sezoni. Ekipa SG-1 odlazi na planet označen kao PX4-887 gdje pronalazi trinij. Međutim, lokalno stanovništvo ima strogu i jasnu politiku po pitanju upotrebe trinija: od prirode se uzima samo ono što ona sama da ljudima. Svako kopanje ruda je zabranjeno. Unatoč upozorenjima da bogovi neće dozvoliti da se na silu uzme trinij, Pentagon naređuje daljnje kopanje ruda i pokuša prevariti jednog od Salish indijanaca kojeg su pozvali na pregovore. Tada na scenu stupaju Salish duhovi, odlučni da zaštite Salish indijance kao što su to radili i stoljećima prije toga - pod svaku cijenu.